# Jühnde (stacja kolejowa)
Jühnde – stacja kolejowa znajdująca się na południowy wschód od miejscowości Jühnde, w kraju związkowym Dolna Saksonia, w Niemczech. Stacja została otwarta w 1991 r.